# 포르투갈 제국
포르투갈 제국(포르투갈어: Império Português 임페리우 포르투게스[*])은 포르투갈이 해외 식민지, 후일 해외 영토를 지배하면서 존속됐던 식민 제국이다. 1415년 북아프리카의 세우타 정복부터 1999년 마카오 반환에 이르기까지 약 6세기에 걸쳐 유지되면서, 유럽사에서 가장 오랫동안 유지되었던 식민제국으로 꼽힌다. 15세기부터 본격적으로 세워져 16세기 초부터 세계 각지로 확장해 나갔으며, 그 지배 범위는 북아메리카의 캐나다, 남아메리카의 브라질, 사하라 이남 아프리카, 인도의 고아, 아시아의 말라카와 티모르, 마카오, 오세아니아 도서 지역에 이르렀다.
포르투갈 제국의 기원은 대항해시대가 도래하고 포르투갈 왕국의 국력과 영향력이 전세계로 확대되어 나가면서부터이다. 헤콩키스타가 마무리된 1418년부터 포르투갈의 항해자들은 인도에서 시작되는 향료무역 개척에 눈을 돌려 카라벨 범선을 비롯한 최신 해양 기술을 동원하여 아프리카 연안과 대서양 군도를 탐험하기 시작하였다. 1488년 바르톨로뮤 디아스가 희망봉을 돌아 인도양으로의 항로 개척에 성공하고, 1498년에는 바스쿠 다 가마가 인도에 도달하였다. 1500년에는 페드루 알바르스 카브랄이 오늘날 브라질이라 부르는 땅에 처음 도달하였다.
이어서 포르투갈은 동아시아 연안과 섬을 탐험하기 시작하여, 가는 곳마다 요새와 무역 거점을 세웠다. 1571년에는 리스본을 출발해 아프리카 연안, 중동, 인도, 동남아시아를 거쳐 나가사키까지 연결되는 해양 전초기지가 완성되었다. 이렇게 구축된 교역망과 식민지 무역은 16세기부터 19세기까지 포르투갈의 경제 성장에 상당한 보탬이 되었으며, 그로 인한 수익은 포르투갈 1인당 소득의 절반을 차지하기에 이른다.
1580년 카스티야 연합왕국의 펠리페 2세가 포르투갈 왕위계승 전쟁을 벌여 '필리피 1세'로 포르투갈 국왕에 올랐다. 이에 스페인과 포르투갈은 60여년 동안 이베리아 연합이라는 이름의 동군 연합을 이루었다. 두 국가의 정부는 여전히 별개로 유지되고 있었으나, 스페인 국왕이 곧 포르투갈 국왕이라는 사실은 스페인에게 적대적이었던 네덜란드, 잉글랜드, 프랑스 등의 유럽 열강들에게 포르투갈 제국의 식민지를 공격할 명분이 되었다. 이들 국가보다 인구도 국력도 약했던 포르투갈은 무리하게 확장해 나갔던 교역 거점망을 제대로 지킬 수가 없었고, 포르투갈 제국은 천천히 쇠퇴하게 된다. 1663년부터 시작된 포르투갈 제국 제2기에는 브라질이 가장 큰 식민지로 성장하였으나, 19세기 초 아메리카 대륙에 불어닥친 독립 운동의 물결을 이기지 못하고 1822년 브라질국으로 독립한다.
브라질 독립 승인 후 1825년부터 시작되는 제3기는 포르투갈 제국의 마지막 시기로, 이 시기 포르투갈이 진출한 해외 식민지는 아프리카 연안의 요새와 농장 (19세기 말 아프리카 분할로 확보), 포르투갈령 티모르, 포르투갈령 인도, 포르투갈령 마카오로 줄어들었다. 아프리카에서는 장미색 지도로 대표되는, 앙골라와 모잠비크를 잇는 식민지 연결로를 확보하고자 하였으나, 역시 남아프리카 식민지 확보에 나서던 대영제국과 마찰을 빚었고, 결국 1890년 영국 최후통첩으로 좌절된다. 이 사건의 여파로 포르투갈에 공화주의가 확대되어 1910년 10월 5일 혁명이 발생, 포르투갈 제1공화국이 건국된다.
1932년 집권한 안토니우 살라자르 총리는 이스타두 노부라는 독재정권을 세우면서 그 때까지 남아있던 해외 식민지들을 붙잡아두는 정책에 나섰다. 포르투갈이 여러 대륙에 걸친 단일 국가라는 다원대륙주의의 이념에 입각해, 각 식민지들을 프로빈시아 우트라마리누(해외주)라는 이름으로 바꿨으나, 시발루라 불리던 강제노동 체제는 소수의 현지인 고위층에게만 면제되었을 뿐 그대로 유지되었다.
하지만 살라자르 정권의 식민지 유지 정책은 그다지 빛을 보지 못했다. 1961년 8월에는 다호메이 공화국이 포르투갈령 요새를 인수하고, 12월에는 인도가 고아, 다만, 디우를 합병하였다. 같은해 아프리카에서는 포르투갈 식민지 전쟁이 발발하였으며, 1974년 4월 카네이션 혁명으로 살라자르 독재정권이 무너지고 포르투갈령 아프리카의 독립이 승인되었다. 이듬해 1975년 인도네시아가 동티모르를 병합하기에 이른다. 70년대 탈식민지화 과정에서 포르투갈 식민지 정착민과 혼혈들은 각자의 고향을 탈출하여 본국으로 돌아오는 이주 문제를 빚었다. 끝으로 1999년 포르투갈령 마카오의 중국 반환이 이뤄지면서 포르투갈 제국은 막을 내렸다.
오늘날 포르투갈의 지배를 받고 있는 해외 영토는 포르투갈인이 주민의 절대다수를 차지하는 아조레스 제도와 마데이라 제도가 유이하며, 포르투갈 정부는 이들 지역의 지위를 '프로빈시아 우트라마리누'(해외주)에서 '자치령'으로 전환하여 지금까지 유지하고 있다. 한편으로 포르투갈 제국으로부터 독립해 나온 국가 간의 국제 기구인 포르투갈어 사용국 공동체 (CPLP)가 그 명맥을 이어오고 있다.

## 포르투갈 제국의 지배 영토
다음은 포르투갈 제국이 통치했던 대표적인 식민지 영토이다.
- 포르투갈령 브라질 - 1822년  브라질 독립
- 포르투갈령 인도 - 1961년 인도 점령 및 병합
- 포르투갈령 다호메이 - 1961년 다호메이 공화국 병합
- 포르투갈령 기니 - 1974년  기니비사우 독립
- 포르투갈령 모잠비크 - 1975년  모잠비크 독립
- 포르투갈령 카보베르데 - 1975년  카보베르데 독립
- 포르투갈령 상투메 프린시페 - 1975년  상투메 프린시페 독립
- 포르투갈령 앙골라 - 1975년  앙골라 독립
- 포르투갈령 티모르 - 1975년  동티모르 일시 독립 후 인도네시아가 점령, 2002년 독립
- 포르투갈령 마카오 - 1999년 중국에 반환

## 역사
포르투갈 제국은 1430년대부터 해외영토를 가져 15세기~16세기에 브라질과 아프리카 등에 많은 식민지를 두었다. 19세기 이후 쇠퇴의 길을 걸어 2002년 현재의 포르투갈이 되어 있다.

### 주요 연표
- 1415년 - 북아프리카에서 항구 세우타 점령
- 1444년 - 카보베르데, 베르데곶, 고레섬에 도달.
- 1480년 - 포르투갈 제국, 서 아프리카 내륙에서 말리 제국 팀북투에 도달
- 1482년 - 서아프리카 황금 해안에 요새 건설
- 1488년 - 바르톨로메우 디아스, 희망봉을 회항하다.
- 1490년 - 앙골라 해안 루안다에 식민 (노예 무역 본사)
- 1494년 - 토르데시야스 조약
- 1498년 - 바스쿠 다 가마 함대 인도에서 캘리컷에 도착.
- 1500년 - 페드루 알바르스 카브랄 함대가 인도로 항해 중 브라질에 도착
- 1505년 - 동아프리카에서 소팔라 및 키루와 요새 건설.
- 1507년 - 동아프리카의 모잠비크섬 요새 건설.
- 1508년 - 맘루크 왕조 이집트 함대, 챠우루 떨어져 포르투갈 함대를 깰
- 1509년 - 포르투갈 함대, 디우 앞바다에서 이집트 함대를 격파
- 1510년 - 아폰수 드 알부케르크, 인도 고아 점령
- 1511년 - 알부케르크 믈라카 점령
- 1513년 - 포르투갈 처음 중국 광동에 내항
- 1515년 - 알부케르크, 페르시아 해안 호르무즈 점령
- 1517년 - 토메 피르스 사절단 베이징 방문 (이후 투옥)
- 1518년 - 실론 콜롬보 요새 건설
- 1538년 - 포르투갈 함대, 오스만 제국 함대를 디우 앞바다에서 격파
- 1543년 - 포르투갈 일본 내항 (총 전래)
- 1549년 - 프란치스코 하비에르 일본 도착.
- 1549년- 초대 브라질 총독 토메 드 소자가 부임, 수도 사우바도르 다 바이아 건설.
- 1557년 - 중국 남부 마카오에 거류권 획득.
- 1578년 - 알카세르키비르 전투
- 1580년 - 합스부르크 가문인 스페인 왕의 포르투갈 통치
- 1599년 - 버마 용병이 있던 포르투갈의 필리프 드 브리투가 탄린 지배 (- 1613년)
- 1630년 - 네덜란드의 브라질 북동부 점령 (~1654년)
- 1639년 - 일본, 포르투갈 선박의 내항 엄금.
- 1640년 - 포르투갈 본국 스페인의 지배로부터 이탈. (포르투갈 왕정 복고 전쟁)
- 1641년 - 네덜란드, 믈라카 점령. 네덜란드, 앙골라 해안 루안다 점령.
- 1648년 - 브라질 식민지군, 루안다 탈환, 앙골라 내륙 침공
- 1658년 - 네덜란드, 실론 점령
- 1661년 - 헤이그 강화 조약으로 네덜란드가 브라질 북동부와 앙골라에서 철수
- 1703년 - 영국과 메수엔 조약. 영국 경제 종속을 강요당함
- 1750년대 - 브라질 금 생산 절정기
- 1763년 - 브라질 식민지 소재지가 사우바도르에서 리우데자네이루로 이전
- 1808년 - 나폴레옹 전쟁으로 인해 포르투갈 궁정 리우데자네이루 천도
- 1815년 - 포르투갈 브라질 알가르브 연합 왕국 성립
- 1821년 - 포르투갈 궁정 리스본 귀환
- 1822년 - 브라질독립 (브라질 제국)
- 1849년 - 포르투갈, 거류지 마카오 식민지화를 선언
- 1859년 - 서티모르를 네덜란드에 할양
- 1942년 - 일본군, 동 티모르 전체를 점령 (~1945년)
- 1943년 - 일본군, 중립 항구 마카오 보호령화 (~1945년)
- 1962년 - 포르투갈령 기니에서 기니비사우 독립 전쟁이 시작
- 1964년 - 포르투갈령 동아프리카에서 모잠비크 독립 전쟁이 시작
- 1974년 - 카네이션 혁명으로 파시스트 정권이 붕괴. 신 정권의 식민지 독립 승인.
- 1975년 - 모든 아프리카 식민지(앙골라, 모잠비크, 기니 비사우, 카보베르데, 상투메프린시페) 및 포르투갈령 티모르가 독립.
- 1976년 - 인도네시아가 동티모르 합병 (티모르 내전으로 발전)
- 1999년 - 마카오가 중국에 반환. 포르투갈 식민제국 사실상 소멸.
- 2002년 - 동티모르 독립 승인. 식민제국 완전 소멸.

## 역대 군주

### 아비스 왕조
- 주앙 1세 (1415년~1433년)
- 두아르트 1세 (1433년~1438년)
- 아폰수 5세 (1438년~1481년)
- 주앙 2세 (1481년~1495년)
- 마누엘 1세 (1495년~1521년)
- 주앙 3세 (1521년~1557년)
- 세바스티앙 1세 (1557년~1578년)
- 엔히크 1세 (1578년~1580년)
- 안토니우 (1580년)

### 압스부르구 왕조
- 펠리페 1세 (1580년~1598년)
- 펠리페 2세 (1598년~1621년)
- 펠리페 3세 (1621년~1640년)

## 같이 보기
- 포르투갈 제국의 식민지 목록
- 루소트로피칼리즘
- 마젤란 해협